# Bordojska doga
Bordojska doga je pasma psov, ki izvira iz juga Francije. Stoletja so tej pasmi govorili Akvitanski pes, šele zadnjih sto let pa se ga drži ime Bordojska doga. Je mišičast, močan in atletsko oblikovan pes, ki ima rad gospodarja in njegovo družino, saj je zelo privržen gospodarju. Je neustrašen in samozavesten pes z visokim pragom tolerance. Po klasifikaciji FCI spada v skupino 2 (Pinči, šnavcerji, molosi in švicarski planšarski pes). Po sekciji ga uvrščajo v sekcijo 2.1. Številka standarda 116.

## Zgodovina
Bordojska doga pripada najstarejšim psem Francije. Uporabljali so jih za lov na veliko divjad (divjih svinj), za borbe, za čuvaje hiš in živine ter kot pomočnike v bitkah (obramba). 
Stoletja so v pokrajini Bordeaux vladali angleški kralji. Veliki obrambni psi te pokrajine so skoraj zagotovo križani z angleškimi mastifi ter s podobnimi psi iz Španije, kar je dalo močno in nekoč zelo napadalno pasmo.
Prva francoska pasja izložba je bila leta 1863 v Jardin d'Acclimitation. Bordojske doge so bile izlagane pod današnjim imenom.
Prvi standard (Vom Wesen der wahren Doggen) je napisal Firere Megnin leta 1896 v knjigi Le Dogue de Bordeaux, drugi standard je bil napisan leta 1910, tretji standard je bil napisan leta 1971 in četrti standard je napisal Raymond Triquet s sodelovanjem s Philippe Serouil, prsednikom kluba Societe des Amateurs do Dogues de Bordeauy leta 1993 po FCI modelu iz Jeruzalema.
Bordojska doga zunaj Francije ni uživala ne pozornosti in ne priznanja dokler se leta 1989 ni pojavila v ameriškem filmu Turner & Hooch ob Tomu Hanksu.

## Osnovni podatki
Klasifikacija FCI: Skupina 2: Pinč, šnavcer, molosoidi in švicarski planšarski pes – sekcija 2.1, št. 116

Izvor: Francija, prvi viri podobne pse omenjajo že v 14. stoletju.

Življenjska doba: 10 do 12 let

Naloga: Čuvaj, spremljevalec, pred leti za lov na veliko divjad, za čuvanje živine.

Videz: Bordojska doga je molos s kratko a zelo široko oglato glavo, čelo glave je zelo gubasto in z nosnim korenom oblikuje skoraj pravi kot. Je pes s predgrizavim ugrizom. Telo Bordojske dobe je močno, mišičasto in atletsko oblikovano.

Višina: Višina mora biti v skladu z obsegom telesa. Možna so odstopanja od 1 do 2 cm. Višina psice je od 58 do 66 cm, višina psa je od 60 do 68 cm.

Teža: Teža psice je najmanj 45 kg, teža samca je najmanj 50 kg.

Dlaka: Je tanka, kratka in na otip mehka. Koža je debela in velika.

Barva: Bordojska doga mora imeti izraženo rdečo ali črno masko. Barva je enobarvna, mahagonij-rjava, rumena v vseh odtenkih, jelenje rjava. Dovoljene so bele fleke na prsih ter na spodnjih delih tačk.

Oskrba: Občasno kopanje, namesto kopanja je priporočljivo brisanje psa z mokro krpo. Redno krtačenje psa.

## Karakter
Bordojska doga kot bivši obrambni pes neustrašen in samozavesten. Je pogumen in brez agresije. Je dober sopotnik, ljubezniv, miren, z visokim pragom tolerance in zelo privržena gospodarju. Do otrok je zelo prijazen, vendar mora imeti pozitivne izkušnje z njimi že v času svoje socializacije. Kot ravnodušen, samozavesten in miren pes je dober čuvaj in nemoteč za okolico, ker laja zelo redko. Tudi do drugih zivali je dober, vendar mora imeti pozitivne izkušnje z njimi v času socializacije. Do tujcev je nezaupljiv, vendar je poleg lastnika neproblematičen.

## Mere
Merjeno od ramenskega zgloba do trtice je dolžina telesa daljša od višine telesa v razmerju 11:10. Globina prsi meri več kot polovica višine hrbta. Maksimalna dolžina gobca je 1/3 dolžine glave. Minimalna dolžina gobca je ¼ dolžine glave. Obseg glave psa je približno enaka dožini hrbta.

## Glava
Pri samcih je najširši del lobanje zgornji del glave, katere obseg odgovarja plečni višini. Pri samicah pa je obseg glave nekoliko manjši. 
Obliko in velikost lobanje poudarjajo močno razvite sence, loka nad očesom (obrvi) in razmik roba spodnje čeljusti. Zgornji del lobanje je od ene do druge strani rahlo konveksen. Odnos med čelom in nosnicami gradi skoraj pravi kot (95° – 110°). Ima poudarjene ličnice zaradi dobro razvitih mišic.
Čelna guba je močno poudarjena in rasteza do zadnjega dela glave, kjer se gube postopoma gladijo. Čelo je bolj široko kot visoko. Gube na obeh straneh čelne brazgotine so simetrične. Gube so močno poudarjene, ne glede na stanje psa (akcija ali mirovanje).
Zgornja ustnica je debela, povlečena nazaj in sproščene. Spodnji del zgornje ustnice ustvarja obliko loka in prekriva spodnji del čeljusti. Sprednji rob zgornje ustnice se dotika sprednjega dela spodnje ustnice in od tam pada na obe strani gobca v obliki črke V.

### Čeljust
Čeljust je zelo močna in široka. Ima predgrizavi ugriz. Zadnji spodnji zobje se ne dotikajo zgornjih zob. Brada je dobro poudarjena, vendar ne sme biti prekratka (krajša od zgornje čeljusti), pravtako ne sme biti predolga oziroma ne sme preveč izstopati (prevelika predgrizavost).
Zobje so močni, predvsem podočnika. Spodnja podočnika sta rahlo uvita in dobro razmaknjena. Sekalca v spodnji čeljusti ustvarjata ravno linijo.

### Gobec
Gobec je pretežno kratek s srednje poudarjenimi gubami. Je močan, širok in masiven. Zgorja linija je rahlo konkavna. Širina gobca se proti vrhu zmanjšuje. Če ga gledamo iz ptičje perspektive lahko opazimo obliko kvadrata. Obseg gobca je približno 2/3 obsega glave. Dolžina gobca pa je med ¼ in 1/3 celotne dolžine glave, merjene od nosnic do tilnika. Možna so tudi manjša odstopanja, je pa idealno, če je dolžina gobca v prej omenjenem razmerju.
Ko je glava nagnjena navzdol spominja na obliko panja, debel in širok gobec se kaže vertikalno in se dotika nosnic.

### Maska
- Črna maska: velikokrat je maska blago izražena. Ne sme segati do glave. Na glavi, ušesih in vratu se lahko pojavijo temnejše lise.
- Rjava maska: nekoliko temnejši črni deli okoli nosnic, gobca in okoli vek.
- Brez maske (rdeča maska): je enake barve kot barva preostalega telesa, okoli noslic je nekoliko bolj rožnate barve.

Velikost maske se mora prilagajati obsegu glave.

### Oči
Oči so ovalne in daleč narazen. Razmak med notranjima robovoma oči je enak dvojni dolžini enega očesa. Tretja veka ne sme biti vidna. Psi s črno masko imajo oči barve lešnika ali temno rjave. Psi brez maske pa je barva oči svetlejša.

### Ušesa
Ušesa so relativno majhna, viseča in za odtenek temnejša od preostalega telesa. V korenu je sprednji rob nekoliko dvignjen. Pri povečani pozornosti psa se le ta spusti k obrazu. Spodnji del ušesa je rahlo zaobljen in ne sme biti daljši od predela oči. Ušesa nosijo visoko na glavi, kar poudarja širino glave.

### Vrat
Vrat je zelo močan in mišičast. Obseg vratu na sredini je približno tak kot obseg glave. Obdan je z veliko svobodne in mehke kože. Zgornji profil vratu je rahlo konveksen. Ima dobro izražen podbradek, kateri se začne v predelu sprednje strani vratu in sega do prsi.

## Telo
Zgornji del: Hrbet je močno razvit, z vidnimi mišicami. Ima dobro poudarjen sprednji izbočen del hrbta. Ledvena pleča so široka, bolj kratka in čvrsta. Od zadka do korena repa ima srednje dolgo dlako.

Spodnji del: Od globokih, nizkih prsi do čvrstega trebuha. Linija spodnjega dela telesa je v obliki loka.

### Prsa
Prsa so močna, široka, dolga in segajo pod komolci. Obseg prsi mora biti za 25 – 30 cm večji od plečne višine psa. Rebra so dobro zaobljena in navzdol povlečena. Predprsje je nižje in bolj globoko.

## Rep
Koren repa je širok, debel in močan, potem pa se postopoma zožuje. Pes ne sme repa nositi navpično ali zvitega preko hrbta, temveč vodoravno kadar je v »akciji« oziroma spuščenega v mirovanju.

## Napake
Vsako odstopanje od standarda se šteje kot napaka.
- Težke napake:
  - Pretirana agresivnost ali plašnost
  - Kratka glava z okroglimi in izbuljenimi očmi
  - Pri zaprtih ustih vidni zobje – sekalci
  - Belina na vrhu repa ali na sprednih nogah nad šapami
  - Gobec krajši od ¼ celotne dolžine glave
  - Konveksni hrber
  - Pretirano krive (uvite) sprednje noge
  - Ravna stegna
  - Kravja stoja
  - Pretirano ostro dihanje (hropenje)

- Izključujoče napake:
  - Dolga in ozka glava, gobec daljši od 1/3 celotne dolžine glave
  - Premalo ali brez predgriza
  - Viden jezik pri zaprtih ustih
  - Skrajšan rep
  - Belina na glavi ali telesu
  - Katerakoli druga barva telesa razen dovoljenih
  - Zlomljen rep, pri čemer je rep zavit
  - Paralelne linije glave
  - Skrivljena čeljust
  - Vidna podočnika pri zaprtem gobcu